# Leptopteris alpina
Leptopteris alpina är en safsaväxtart som först beskrevs av Bak., och fick sitt nu gällande namn av Carl Frederik Albert Christensen. Leptopteris alpina ingår i släktet Leptopteris och familjen Osmundaceae. Inga underarter finns listade.